# Marie Gift
Marie Gift , född 1853 i Konstantinopel (nuvarande Istanbul), död där 1885, var en osmansk-armenisk skådespelerska. 
Hon var engagerad vid Osmanska teatern 1874–1878 och vid osmanska dramatiska sällskapet 1884–1885.